# Bogstaveligheden
Bogstaveligheden var en selskabelig klub der havde som formål at afholde diskussionsaftner om kunst og litteratur. Foreningen havde tilknytning til bladet Ude og Hjemme og blev stiftet 1880. Den fungerede i de to år den eksisterede foruden som selskabelig forening og som støttekreds for de yngre radikale intellektuelle.
Initiativtager til stiftelsen af foreningen var Frederik Hendriksen, men ophavsmanden til ideen var Pietro Krohn. Tanken var at der skulle afholdes møder én gang om måneden vinterhalvåret og to sommerudflugter. Møderne skulle medlemmerne stå for to og to på skift efter alfabetisk orden, og derfor foreslog Kristian Zahrtmann at Bogstaveligheden kunne være foreningens navn. Ved det stiftende møde formentlig den 20. februar 1880 hos Hendriksen gik en liste rundt med navne på foreslåede medlemmer, som skulle godkendes af de fremmødte. Medlemmerne var hovedsagelig en gruppe malere og en gruppe forfattere.
Ved første møde begrundede Julius Lange, at han ikke kunne være medlem med den halvskjulte venstrepolitiske baggrund han så i sagen.
Til møderne om vinteren inviteredes enkelte gæster som Karl Warburg, Fritz Thaulow og Peter Christen Asbjørnsen. Ellers var det foreningens egne medlemmer der underholdt med oplæsning af endnu ikke offentliggjorte tekster.
Foreningens mål var diskussion og debat, som sikkert har været frugtbart og inspirende, men bølgerne har også gået højt mellem de stærke personligheder. Foreningens levetid blev kun to år med sidste møde i juni 1882.

## Medlemmerne
Malerne:
Michael Ancher, Christian Blache, Godfred Christensen, Vilhelm Groth, Hans Nikolaj Hansen, Erik Henningsen, Valdemar Irminger, August Jerndorff, Viggo Johansen, Pietro Krohn, P.S. Krøyer, Karl Madsen, Thorvald Niss, Frans Schwartz, Carl Thomsen, Laurits Tuxen, Christian Zacho og Kristian Zahrtmann.
Digterne og forfatterne:
Edvard Brandes, Georg Brandes, Holger Drachmann, Martinus Galschiøt, Karl Gjellerup, J.P. Jacobsen, Sophus Schandorph og Erik Skram.
Andre faggrupper:
Xylograf Frederik Hendriksen og dennes medarbejdere fra Ude og Hjemme Otto Borchsenius og A. Boysen, arkitekt Erik Schiødte, historiker Kristian Erslev, filosof Harald Høffding, pædagog Herman Trier og juveler Carl Michelsen.

## Reference
1. ↑  Kunstindeks Danmark & Weilbachs kunstnerleksikon
2. ↑  Brødrene Henningsen. Maler og arbejder. ISBN 8773880280, siden30
3. ↑  Georg Brandes-tidstavle 1842-1927 (Webside ikke længere tilgængelig)
4. ↑  Kunstindeks Danmark & Weilbachs kunstnerleksikon